# ذخیره‌گاه طبیعی اورنبورگ
ذخیره‌گاه طبیعی اورنبورگ (انگلیسی: Orenburg Nature Reserve) یک پارک و ذخیره‌گاه طبیعی در استان اورنبورگ کشور روسیه است.